# نانا أكوفو أدو
نانا أدا دانكوا أكوفو أدو (بالإنجليزية: Nana Addo Dankwa Akufo-Addo) هو سياسي غاني من الحزب الوطني الجديد الغاني ولد في يوم 29 مارس 1944 في مدينة أكرا عاصمة غانا، أنتخب كرئيس لغانا بدايةً من 7 يناير 2017 ليخلف جون دراماني ماهاما، وأُعيد انتخابه في 7 ديسمبر 2020 لفترة رئاسة ثانية. شغل في السابق منصب المدعي العام لغانا من سنة 2001 إلى سنة 2003 وثم شغل منصب وزارة الخارجية من 2003 إلى 2007، سبق أن ترشح 3 مرات لمنصب رئيس الجمهورية وفي انتخابات 2016 فاز بنسة 54% من الأصوات.

## حياته والدراسة
ولد نانا لعائلة سياسية في غانا، والد نانا إدوارد اكوفو ادو الذي شغل منصب رئيس غانا من سنة 1970 إلى سنة 1972، كما شغل منصب وزارة العدل، أنهى دراسته في الاقتصاد في جامعة غانا، نانا متزوج من ريبيكا أكوفو أدو وله 5 أبناء منها.

## روابط خارجية
- نانا أكوفو أدو على موقع IMDb (الإنجليزية)
- نانا أكوفو أدو على موقع الموسوعة البريطانية (الإنجليزية)
- نانا أكوفو أدو على موقع مونزينجر (الألمانية)